# Snagit
 (octobre 2022).
Snagit (auparavant SnagIt) est un logiciel de capture et d'enregistrement d'écran pour Windows et macOS. Sa conception et son développement sont assurés par TechSmith, et la première version est sortie en 1990. Aujourd'hui, Snagit est disponible en versions française, anglaise, allemande, japonaise, portugaise et espagnole.
Snagit remplace la fonction native d'impression d'écran et l'enrichit de fonctionnalités supplémentaires.

## Fonctionnalités
Les fonctionnalités, spécialement destinées à des utilisateurs pro, sont structurées autour des 3 étapes principales du workflow du logiciel : capter, modifier et partager. Snagit est suffisamment avancé pour améliorer la productivité des utilisateurs professionnels, mais il est également facile à utiliser pour les particuliers.
La première étape consiste à capter une image (ou une vidéo) avec Snagit Capture. Pour ce faire, on dispose de différentes méthodes de capture d'image, notamment la sélection plein écran, la sélection d’une région spécifique, la sélection d’un menu, la reconnaissance de texte (OCR avec "Saisie de texte"/Grab text en anglais) et la sélection panoramique. Le logiciel peut également faire des enregistrements vidéos (à partir d'une région spécifique ou en mode plein écran).
La deuxième étape consiste à modifier dans Snagit Editor la capture d'écran où elle peut être redimensionnée, annotée ou recevoir d'autres effets (bordures...). Une autre fonctionnalité consiste à créer une vidéo à partir d'images (avec un enregistrement audio de commentaires vocaux sur l'ensemble des images).
La troisième étape consiste à partager l'image (ou la vidéo) produite, sous forme de fichier local (PNG, JPEG, HEIF, WebP, MP4...), vers une autre application (Microsoft Outlook, Apple Mail, Camtasia...) ou de la télécharger sur un serveur (YouTube, Google Drive, FTP...).
Bien que la plupart des fonctionnalités soient identiques entre les deux versions du logiciel (Windows et Mac), certains effets sont spécifiques à l'une ou l'autre version (par exemple, l'effet filigrane n'est disponible que sur Windows et l'effet réflexion n'est disponible que sur Mac) .

## Snagit Capture
Snagit Capture (Fenêtre de capture & widget) est le programme de capture d'images et de vidéos de Snagit. Des raccourcis sont disponibles pour accélérer le processus de capture.

## Snagit
Snagit comprend Snagit Editor, qui est le programme d'édition d'images et de vidéos de Snagit. L'éditeur peut être utilisé pour apporter des modifications aux captures d'écran par l'ajout de flèches, d'annotations et de légendes. D'autres fonctionnalités du logiciel permettent la création de didacticiels (par l'utilisation de l'outil Étape et/ou l'utilisation de l'outil Simplifier, qui permet de créer des interfaces utilisateur simplifiées) et offrent des garanties de confidentialité (floutage, recadrage d'images). Les possibilités de montage vidéo sont limitées (suppression des sections non voulues d’une vidéo).
Snagit comprend également une bibliothèque (pour stocker les images et les vidéos modifiées) et les destinations de partage (pour publier les images et les vidéos).
Snagit 2022 (et les versions suivantes) utilisent l'extension .snagx qui est un format de fichier multiplateforme utilisé pour sauvegarder les captures d'images (sous Windows et Mac). Snagit 2021 (et les versions antérieures) stockaient les captures d'images dans les formats .snag (Windows) et .snagproj (Mac) (ces deux formats de fichiers étaient incompatibles).
Les enregistrements vidéos sont sauvegardés au format .mp4 dans la bibliothèque Snagit.

## TechSmith Fuse (Android et iOS)
Snagit peut se connecter via Wi-Fi à l'application TechSmith Fuse. Les images, vidéos et enregistrements d'écran stockés sur des appareils mobiles peuvent être envoyés directement à la bibliothèque de Snagit.